# Prospalta
Prospalta is een geslacht van vlinders uit de familie van de Uilen (Noctuidae), uit de onderfamilie van de Condicinae.

## Soorten
- P. affinis Draudt, 1950
- P. albigutta Wileman, 1912
- P. albomaculata Moore, 1867
- P. angulata Bethune-Baker
- P. aplecta Bethune-Baker, 1911
- P. atricuprea Hampson, 1908
- P. atricupreoides Draeseke, 1928
- P. bicyclata Gaede, 1915
- P. briola Holland, 1894
- P. caerulea Robinson, 1969
- P. capensis Guenée, 1852
- P. carneotincta Kenrick, 1917
- P. cinifacta Draudt, 1950
- P. cinnamomea Roepke, 1938
- P. contigua Leech, 1900
- P. coptica Wiltshire, 1948
- P. cupricolora Hampson, 1914
- P. cyclica Hampson, 1908
- P. cyclicicoides Draudt, 1950
- P. definita Warren, 1937
- P. dinawa Bethune-Baker, 1906
- P. diversisigna Prout, 1928
- P. dolorosa Walker, 1865
- P. ethiopica Hampson, 1908
- P. fuliginosa Leech, 1900
- P. fuscostrigata Bethune-Baker, 1906
- P. galaxia Butler, 1883
- P. givithorax Prout, 1928
- P. grandirena Hampson, 1902
- P. griseata Leech, 1900
- P. gypsina Hampson, 1914
- P. hilaris Warren, 1912
- P. immatura Warren, 1937
- P. incertissima Bethune-Baker, 1906
- P. leucospila Walker, 1857
- P. lignigera Walker, 1864
- P. magna Hampson, 1894

- P. malayica Snellen, 1892
- P. ochracea Warren, 1912
- P. olivacea Warren, 1912
- P. ornata Wileman & West, 1929
- P. pallidipennis Warren, 1912
- P. paraspicea De Joannis, 1928
- P. parva Leech, 1900
- P. pauperata Walker, 1858
- P. poliomera Hampson, 1908
- P. praesecta Warren, 1912
- P. prodita Walker, 1862
- P. pulverosa Warren, 1912
- P. quadrimacula Mabille, 1899
- P. rectivitta Moore, 1881
- P. rubecula Draudt, 1950
- P. saalmuelleri Berio, 1981
- P. scherdlini Oberthür, 1921
- P. semirufa Warren, 1912
- P. serva Walker, 1858
- P. sessei (Berio, 1937)
- P. siderea Leech, 1900
- P. spicea Guenée, 1852
- P. stellata Moore, 1882
- P. subalbida Warren, 1937
- P. sublucens Warren, 1912
- P. topsenti Oberthür, 1921
- P. tricycla Guenée, 1852
- P. turpis Warren, 1912
- P. violascens Hampson, 1914
- P. viridaria Swinhoe, 1902
- P. xylocola Strand, 1920